# Шмелёво
Шмелёво — деревня в Ковровском районе Владимирской области России, входит в состав Малыгинского сельского поселения.

## География
Деревня расположена в 13 км на северо-восток от центра поселения деревни Ручей и в 18 км на север от райцентра города Ковров близ автодороги 17К-1 Ковров – Шуя – Кинешма.

## История
В конце XIX — начале XX века деревня называлась Кривоногово и входила в состав Всегодической волости Ковровского уезда, с 1926 года — в составе Савинской волости. В 1859 году в деревне числилось 24 двора, в 1905 году — 34 двора. 
С 1929 года деревня входила в состав Рогозинихского сельсовета Ковровского района, с 1940 года — в составе Большевысоковского сельсовета, с 1954 года — в составе Большевсегодичского сельсовета, с 2005 года — в составе Малыгинского сельского поселения.
В 1966 году деревня Кривоногово переименована в деревню Шмелёво.

## Население
| 1859 | 1905 | 1926 | 2002 | 2010 | 2021 |
| ---- | ---- | ---- | ---- | ---- | ---- |
| 246  | ↘208 | ↘138 | ↘43  | ↘34  | ↗39  |